# National Crime Squad
Het National Crime Squad, is een Engelse politieserie. Het National Crime Squad is een soort tegenhanger van de Amerikaanse FBI. Het is een aantal apart getrainde detectives. John Borne (gespeeld door David Suchet) is de leider van deze gespecialiseerde eenheid. Michael Whyte en Paul Unwin zijn de regisseurs van de serie. 

## Afleveringen
- Pilot - NCS Manhunt -  Deel 1  -  2001
- Pilot - NCS Manhunt -  Deel 2  -  2001
- 3 Episode 1 - 2002
- 4 Episode 1 - deel 2  2002
- 5 Episode 2 - 2002
- 6 Episode 2 - deel 2 -   2002
- 7 Episode 3 - 2002
- 8 Episode 3 - deel 2 – 2002